# エピックメタル
エピック・メタル (epic metal) は、ヘヴィメタルのサブジャンルの一つ。主に叙事詩的なヘヴィメタルの総称として用いられる。このジャンルは、世界の一部の国で認定されたジャンルであり、全ての国で認定されているわけではない。音楽性に関しては、主に正統派メタルの影響が強く、大仰なドラマ性とヒロイックな特徴を融合させたサウンドが一般的。また、その壮大かつ勇壮なスタイルから、近年ではシンフォニックメタルやヴァイキングメタルとの相互影響も強くなっている。

## 概要
諸説あるが、1980年代初期に誕生した音楽スタイルという説があり、タイトルの「エピック」という言葉は叙事詩的なファンタジーや神話に由来する。
エピックメタルの誕生時期については諸説あり、1970年代後半から80年代前半に登場したという説もあり、ハードロックの影響を受けていた。
ロックの歴史において、ストーリー性を強調したコンセプチュアルな作品は重要な役割を持ってきた。ハードロックでもマイケル・ムアコックに影響を受けたイギリスのホークウィンドが登場し、1975年にアルバムWarrior On The Edge Of Timeを発表、その後も続々とエピカルな方向性のバンドが登場した。やがて、その叙事詩的なスタイルがヘヴィメタルに組み込まれると、マノウォーなどが打ち出したヒロイックな世界観に影響を受け、徐々にシーンに浸透していった。
エピックメタルが登場した初期には、主に正統派メタルをベースにした古典的なサウンドが特徴的だったが、時代が進歩するにつれてクラシックやオペラなどの大仰な要素を取り入れるようになった。現在ではサウンドトラックの要素を導入しているバンドもいる。なお、エピックメタルのコンセプチュアルな世界観や複雑なサウンドは、プログレッシブ・ロックやプログレッシブ・メタルからの影響も強い。

## 歴史
エピックメタルの歴史は1980年代のアメリカ、マニラ・ロードの1980年のアルバムInvasionから始まったとされる。このアルバムのインタビューで、マーク・シェルトンが自身のアルバムのスタイルを「EPIC METAL」と形容したため、一般的に認知が広がった。なお、ここではJ・R・R・トールキンやマイケル・ムアコックなどのファンタジー小説に影響を受けたキリス・ウンゴルの1981年のアルバムFrost & Fireも、エピックメタルの起源として同時に語られている。
80年代後半になると、アメリカのブローカス・ヘルムやオーメンを筆頭に、ドイツからブラインド・ガーディアン、イタリアからアドラメレクなどが登場してエピックメタルのシーンが盛り上がった。しかし、1990年代に入るとヘヴィメタルのシーン低迷の影響を受け、エピックメタルもアンダーグラウンドでの活動を余儀なくされる。
90年代中頃に近づくと、ヴァージン・スティールが1994年にアルバムThe Marriage of Heaven & Hellを発表。そのアルバムが続編The Marriage of Heaven & Hell, Pt. IIと共に1995年のヨーロッパ圏内で決定的な成功を収めると、エピック・メタルは一部の国で認知された。その後、90年代後半には、イタリアのラプソディー・オブ・ファイアの1997年のアルバムLegendary Talesがヒットし、エピックメタルバンドは大幅に増加する。同国からは、後に新世代勢力となるドミネ、ドゥームソード、マーティリアなどのバンドが次々登場した。
21世紀に入ると、エピックメタルは海外のアンダーグラウンドシーンで着実に支持を獲得し、イタリアやギリシャを発端としてムーブメント"New Wave of Mediterranean Epic Metal（NWOMEM）"が起こる。この地中海のエピックメタルのムーブメントによって、エピックメタルは新時代へと突入した。なお、ムーブメントからはセイクリッド・ブラッド、バトルロア、バトルラム、アイシー・スティール、ホーリー・マーターなどの次世代バンドが登場した。
21世紀には、エピックメタルはヘヴィメタルのサブジャンルとして、ヨーロッパの一部の国を中心に人気を集めている。しかし、これとは逆に日本での認知度が低いことも有名である。
エピックメタルの題材になるのは、主に古代や中世、近未来などを舞台にした実在の史実や架空のファンタジーである。ここでは叙事詩や中世騎士物語、ヒロイック・ファンタジー（剣と魔法の物語）、戦士の勇気や名誉、壮大な戦争などが描かれている。なお、一般的にエピックメタルの世界は大きく二つに区分される。一つはアメリカに代表されるヒロイック・ファンタジー系の作品と、もう一つはヨーロッパに代表されるハイ・ファンタジー系の作品である。それぞれ基盤にあるのは、アメリカが作家ロバート・E・ハワードの世界観、ヨーロッパがJ・R・R・トールキンの世界観である。具体的には『英雄コナン』と『指輪物語』の世界がメイン・テーマになっている。また、中にはこういった伝統の題材から離れ、オリジナル性の高いストーリーを展開するバントもいる。

## 主なバンド
- マニラ・ロード
- キリス・ウンゴル
- ヴァージン・スティール
- マノウォー
- サヴァタージ
- アーマード・セイント
- ウォーロード
- ブローカス・ヘルム
- コルドロン・ボーン
- ローディアン・ガード
- ミーディーヴァル・スティール
- スルー・フェグ
- アドラメレク
- バトル・ラム
- ダーク・クォーテラー
- ドミネ
- ドゥームソード
- ホーリー・マーター
- アイシー・スティール
- マーティリア
- ロジー・クルーシズ
- ザイ・マジェスティ
- ラプソディー・オブ・ファイア
- ドラッカー
- サクソン
- ディオ
- マグナム
- バルサゴス
- グローリーハンマー
- アラヤン・パス
- バトルロア
- セイクリッド・ブラッド
- アタック
- ランニング・ワイルド
- ハロウィン
- ブラインド・ガーディアン
- グレイヴ・ディガー
- マジェスティ
- エクリブリウム
- ダーク・ムーア
- フェアリーランド
- キャンドルマス
- サバトン
- テラスベトニ